# BSD-Lizenz
BSD-Lizenz bezeichnet eine Gruppe von freizügigen Open-Source-Lizenzen. Der Urtyp der Lizenz stammt von der University of California, Berkeley (UCB), worauf das Akronym BSD hinweist: Berkeley Software Distribution.
Software unter BSD-Lizenz darf frei verwendet werden. Es ist erlaubt, sie zu kopieren, zu verändern und zu verbreiten. Einzige Bedingung ist, dass der Copyright-Vermerk des ursprünglichen Programms nicht entfernt werden darf. Somit eignet sich unter einer BSD-Lizenz stehende Software auch als Vorlage für kommerzielle (teilproprietäre) Produkte.
Dieses Lizenzmodell unterscheidet sich von der GNU General Public License (GPL) darin, dass es kein Copyleft enthält: Ein Programmierer, der ein unter einer BSD-Lizenz veröffentlichtes Programm oder eine Bibliothek verändert und dann binär verbreitet, ist nicht verpflichtet, den Quellcode mitzuveröffentlichen. Jede Weiterverbreitung und Verwendung in nichtkompilierter oder kompilierter Form, mit oder ohne Veränderung, muss jedoch weiterhin unter BSD-Lizenz erfolgen. Dazu muss dem Programm der BSD-Lizenztext hinzugefügt werden. Bei einer binären Veröffentlichung kann dies z. B. in der Dokumentation geschehen, bei einer Veröffentlichung des Quellcodes kann der BSD-Lizenztext auch direkt im Quellcode eingefügt werden.

## Lizenztexte

### Sogenannte „ursprüngliche“ BSD-Lizenz
Als „ursprüngliche BSD-Lizenz“ („original BSD license“, „4-clause BSD license“) wird in verschiedenen Darstellungen folgender Text bezeichnet:
| Originaltext | Sinngemäße Übersetzung (nicht offiziell) |
| Copyright (c) ... The Regents of the University of California. All rights reserved. Redistribution and use in source and binary forms, with or without modification, are permitted provided that the following conditions are met: 1. Redistributions of source code must retain the above copyright notice, this list of conditions and the following disclaimer. 2. Redistributions in binary form must reproduce the above copyright notice, this list of conditions and the following disclaimer in the documentation and/or other materials provided with the distribution. 3. All advertising materials mentioning features or use of this software must display the following acknowledgement: “This product includes software developed by the University of California, Berkeley and its contributors.” 4. Neither the name of the University nor the names of its contributors may be used to endorse or promote products derived from this software without specific prior written permission. THIS SOFTWARE IS PROVIDED BY THE REGENTS AND CONTRIBUTORS “AS IS” AND ANY EXPRESS OR IMPLIED WARRANTIES, INCLUDING, BUT NOT LIMITED TO, THE IMPLIED WARRANTIES OF MERCHANTABILITY AND FITNESS FOR A PARTICULAR PURPOSE ARE DISCLAIMED. IN NO EVENT SHALL THE REGENTS OR CONTRIBUTORS BE LIABLE FOR ANY DIRECT, INDIRECT, INCIDENTAL, SPECIAL, EXEMPLARY, OR CONSEQUENTIAL DAMAGES (INCLUDING, BUT NOT LIMITED TO, PROCUREMENT OF SUBSTITUTE GOODS OR SERVICES; LOSS OF USE, DATA, OR PROFITS; OR BUSINESS INTERRUPTION) HOWEVER CAUSED AND ON ANY THEORY OF LIABILITY, WHETHER IN CONTRACT, STRICT LIABILITY, OR TORT (INCLUDING NEGLIGENCE OR OTHERWISE) ARISING IN ANY WAY OUT OF THE USE OF THIS SOFTWARE, EVEN IF ADVISED OF THE POSSIBILITY OF SUCH DAMAGE. | Copyright (c) ... Der Verwaltungsrat der Universität Kalifornien. Alle Rechte vorbehalten. Weiterverbreitung und Verwendung in nichtkompilierter oder kompilierter Form, mit oder ohne Veränderung, sind unter den folgenden Bedingungen zulässig: 1. Weiterverbreitete Software-Quelltexte müssen den obigen Copyright-Vermerk, diese Liste der Bedingungen und die ihnen folgende Haftungsklausel enthalten. 2. Weiterverbreitete kompilierte Exemplare müssen den obigen Copyright-Vermerk, diese Liste der Bedingungen und die ihnen folgende Haftungsklausel in der Dokumentation und/oder anderen Materialien, die mit dem Exemplar verbreitet werden, enthalten. 3. Alle Werbematerialien, die Eigenschaften oder die Benutzung erwähnen, müssen die folgende Bemerkung enthalten: „Dieses Produkt enthält Software, die von der University of California, Berkeley und Beitragsleistenden entwickelt wurde.“ 4. Weder der Name der Universität noch die Namen der Beitragsleistenden dürfen zum Kennzeichnen oder Bewerben von Produkten, die von dieser Software abgeleitet wurden, ohne spezielle vorherige schriftliche Genehmigung verwendet werden. DIESE SOFTWARE WIRD VOM VERWALTUNGSRAT UND DEN BEITRAGSLEISTENDEN OHNE JEGLICHE AUSDRÜCKLICHE ODER IMPLIZIERTE GARANTIEN ZUR VERFÜGUNG GESTELLT, DIE UNTER ANDEREM EINSCHLIESSEN: DIE IMPLIZIERTE GARANTIE DER VERWENDBARKEIT DER SOFTWARE FÜR EINEN BESTIMMTEN ZWECK. AUF KEINEN FALL SIND DIE VERWALTUNGSRÄTE ODER DIE BEITRAGSLEISTENDEN FÜR IRGENDWELCHE DIREKTEN, INDIREKTEN, ZUFÄLLIGEN, SPEZIELLEN, BEISPIELHAFTEN ODER FOLGESCHÄDEN (UNTER ANDEREM VERSCHAFFEN VON ERSATZGÜTERN ODER -DIENSTLEISTUNGEN; EINSCHRÄNKUNG DER NUTZUNGSFÄHIGKEIT; VERLUST VON NUTZUNGSFÄHIGKEIT, DATEN, ODER PROFIT; ODER GESCHÄFTSUNTERBRECHUNG), WIE AUCH IMMER VERURSACHT UND UNTER WELCHER VERPFLICHTUNG AUCH IMMER, OB IN VERTRAG, STRIKTER VERPFLICHTUNG ODER UNERLAUBTER HANDLUNG (INKLUSIVE FAHRLÄSSIGKEIT) VERANTWORTLICH, AUF WELCHEM WEG SIE AUCH IMMER DURCH DIE BENUTZUNG DIESER SOFTWARE ENTSTANDEN SIND, SOGAR, WENN SIE AUF DIE MÖGLICHKEIT EINES SOLCHEN SCHADENS HINGEWIESEN WORDEN SIND. |

BSD-Auslieferungen aus den Jahren 1988 und 1989 beinhalteten eine „Urform“ („noch frühere“) der übrigen in diesem Artikel diskutierten Fassungen der BSD-Lizenz, die in einem einzelnen Absatz gesetzt war.

### Haftungsklauseln
Die Haftungsklauseln (Erklärungen des Haftungsausschlusses, in Großbuchstaben gesetzt) der BSD-Lizenz und der GNU General Public License sind sich offensichtlich in Inhalt und Formulierung überaus ähnlich. Beide bestehen aus zwei Sätzen. Im ersten findet man jeweils PROVID… ‘AS IS’. Im jeweils zweiten Satz werden einige Arten von Schäden wie Datenverlust aufgezählt, die grundsätzlich durch Nutzung der BSD- bzw. GNU-Software entstehen könnten, für die jedoch allesamt Haftung abgelehnt wird. Abweichend davon erwähnt die GPL allerdings, dass sich eine Schadenshaftung aus Rechtsnormen (die ja ganz andere als die der USA sein können) oder aus schriftlichen Zusagen ergeben kann.

### Werbeklausel
Der dritte nummerierte Absatz wird auch „advertising clause“ (Werbeklausel) genannt. Er verlangt von den Softwareentwicklern, beim Bewerben ihres Produkts den Namen der Universität oder anderer Beitragender zu nennen. Er ist unter anderem unvereinbar mit der GPL.
Für von der Universität Berkeley veröffentlichte Programme wurde die dritte Bedingung am 22. Juli 1999 durch William Hoskins von der UCB aufgehoben.
Die oben zitierte Fassung wird jetzt (auf Websites unter www.gnu.org) als „4-clause BSD license“ (4-Klausel-BSD) bezeichnet, die neue Lizenz als „3-clause BSD“ (3-Klausel-BSD) beziehungsweise „modified BSD license“, diese ist kompatibel mit der GNU GPL.

### FreeBSD-Lizenz
Eine „2-clause BSD“ (2-Klausel-BSD) ist ebenfalls gebräuchlich. Sie enthält nur die ersten beiden Bedingungen (also ebenfalls nicht die Werbeklausel) und wird manchmal als „Simplified BSD License“ oder „FreeBSD license“ bezeichnet. Die eigentliche FreeBSD-Fassung hat gegenüber der 3- und der 4-Klausel-BSD unterhalb des in Großbuchstaben gesetzten Absatzes (der Haftungsklausel) den Zusatz

„The views and conclusions contained in the software and documentation are those of the authors and should not be interpreted as representing official policies, either expressed or implied, of the FreeBSD Project.“

„Die Ansichten und Schlussfolgerungen in der Software und Dokumentation sind diejenigen der Autoren [der letzten beiden] und sollten nicht als offizielle explizite oder implizite Richtlinien des FreeBSD-Projekts verstanden werden.“